# Maladies du pois
Les maladies du pois sont les maladies parasitaires provoquées par divers organismes vivants (bactéries, virus, champignons) qui affectent le pois cultivé (Pisum sativum). Relativement nombreuses, ces maladies peuvent être spécifiques de l'espèce Pisum sativum, ou touche d'autres espèces proches (en particulier la fève) et plus largement les légumineuses (Fabaceae), voire une multitude d'espèces végétales, cultivées ou non. La plante peut aussi présenter divers symptômes dus soit à des attaques de ravageurs (insectes, nématodes), soit à des phénomènes abiotiques (carences du sol, phénomènes météorologiques, qui peuvent évoquer au premier abord ceux des maladies.
Ces maladies se transmettent par diverses voies : par les organismes vivant dans le sol, par les insectes ravageurs qui créent des blessures favorisant l'arrivée de spores de champignons, ou qui inoculent des germes (virus), par les semences lorsqu'elles sont infectées, par les restes des précédentes cultures. Les plantes poussant dans le voisinage peuvent constituer des sources de contamination, qu'il s'agisse de cultures ou de plantes sauvages.

## Maladies bactériennes
Les principales maladies bactériennes qui affectent le pois sont dues à des  pathovars de Pseudomonas syringae (bacille à Gram négatif du genre Pseudomonas). Il s'agit de la graisse bactérienne du pois,  due à Pseudomonas syringae pv. pisi, qui se manifeste par des tâches d'aspect graisseux, translucide, suivies rapidement de nécroses. Cette maladie peut toucher tous les organes aériens de la plante : tige, feuilles, gousses... et de la maladie des taches brunes due à Pseudomonas syringae subsp. syringae.

## Maladies cryptogamiques
Les maladies cryptogamiques sont les plus nombreuses et peuvent avoir de très fortes incidences économiques.
La fonte des semis est due à divers champignons du genre Pythium.
Les nécroses racinaires sont causées par plusieurs types de champignons des genres Aphanomyces, Ascochyta, Fusarium et  Rhizoctonia. 
Aphanomyces euteiches est un champignon pathogène provoquant des nécroses racinaires. Il est présent dans le monde entier et n'a été identifié en France qu'à partir de 1993. Il n'existe aucun fongicide efficace et économique pour le combattre, ni de variété résistante économiquement intéressante. Des tests permettent de déterminer si une parcelle est contaminée. Il est conseillé alors aux agriculteurs de renoncer à la culture du pois et le cas échéant d'opter pour un autre protéagineux, la fèverole (Vicia faba) qui est insensible à ce champignon,.
Diverses maladies foliaires concernent le pois : l'oïdium du pois, le mildiou du pois, la septoriose du pois, l'anthracnose du pois...
L'oïdium du pois ou blanc du pois est dû à Erysiphe polygoni f. sp. pisi. Il se manifeste par l'apparition de taches blanches sur le feuillage, qui s'étendent progressivement aux tiges et aux gousses. Cette maladie peut affecter sérieusement le rendement. Sa dissémination est favorisée par le vent et contrariée par la pluie. Elle peut être transmise par les semences. Il est recommandé de choisir des variétés résistantes. L'emploi de fongicides permet de contrôler son développement.
Le mildiou du pois, dû à Peronospora viciae, est favorisé par des conditions climatiques pluvieuses et tempérées (t < 18 °C)
La septoriose du pois, due à Septoria pisi, est surtout connue aux États-Unis. Elle se manifeste par des taches irrégulières sur les feuilles situées à la base de la plante. Elle est favorisée par un climat humide et pluvieux. Elle provoque un dessèchement progressif du feuillage. Il est recommandé d'enfouir les résidus de culture pour limiter sa propagation.
L'anthracnose du pois, due à Colletotrichum pisi, se surajoute souvent à des attaques d'aschochytose. Elle atteint toutes les parties aériennes de la plante. Elle se manifeste par de petites taches brun grisâtre, souvent avec une marge noirâtre, notamment sur les tiges et sur les gousses. Sa diffusion est favorisée par la pluie. On peut la prévenir en utilisant des semences traitées avec un fongicide adapté, cette maladie étant transmises par les semences, et en choisissant une rotation longue.
| Maladies cryptogamiques                 | Maladies cryptogamiques                                               |
| --------------------------------------- | --------------------------------------------------------------------- |
| Alternaria blight                       | Alternaria alternata                                                  |
| Ascochyta blight                        | Mycosphaerella pinodes Ascochyta pinodes [anamorph]                   |
| Ascochyta foot rot and black stem       | Phoma pinodella = Ascochyta pinodella                                 |
| Ascochytose                             | Ascochyta pisi                                                        |
| Black leaf                              | Fusicladium pisicola                                                  |
| Cercosporiose du pois                   | Cercospora pisa-sativae                                               |
| Cladosporiose                           | Cladosporium cladosporioides f.sp. pisicola = Cladosporium pisicola . |
|                                         |                                                                       |
| Fusarium root rot                       | Fusarium solani f.sp. pisi                                            |
| Pourriture grise                        | Botrytis cinerea Botryotinia fuckeliana (téléomorphe)                 |
| Fusariose du pied                       | Fusarium oxysporum f.sp. pisi Race 2                                  |
| Rhizoctone brun de la pomme de terre    | Rhizoctonia solani (AG-4) Thanatephorus cucumeris [teleomorph]        |
| Rouille de la fève                      | Uromyces fabae                                                        |
| Pourriture blanche                      | Sclerotinia sclerotiorum                                              |
| Thielaviopsis root rot – black root rot | Thielaviopsis basicola Chalara elegans [synanamorph]                  |

## Maladies virales
Les maladies virales du pois sont souvent transmises par l'intermédiaire du puceron vert du pois (Acyrtosiphon pisum). Les virus qui causent ces maladies hivernent sur diverses plantes de la famille des Fabaceae, telles que trèfles, luzernes, vesces. Les pucerons qui parasitent toutes ces espèces s'infectent et transmettent le virus lorsqu'ils piquent pour se nourrir.
Ces maladies sont causées par des Potyvirus : la mosaïque du pois par une souche du BYMV (Bean yellow mosaic virus), la mosaïque jaune du haricot, et la mosaïque transmise par la semence par le PSbMV (Pea seed-borne mosaic virus), ou par des Carlavirus : le nanisme du pois  par le RCVMV (Red clover vein mosaic virus) et la striure nécrotique par le PeSV (Pea streak virus).
La jaunisse apicale du pois est causée par un Luteovirus, le BLRV (Bean leaf roll virus), et concerne aussi la fève. La mosaïque-énation du pois, due au PEMV (Pea enation mosaic virus), qui résulte d'une symbiose obligée entre un enamovirus et un
umbravirus.
Le pois est également affecté par la mosaïque du concombre due à un Cucumovirus, le CMV (Cucumber mosaic virus), et par la mosaïque de la luzerne due à un Alfamovirus, l'AMV (Alfalfa mosaic virus).